# 무하메드 베시치
무하메드 베시치(보스니아어: Muhamed Bešić, 1992년 9월 10일 베를린 ~ )는 보스니아 헤르체고비나의 축구 선수로, 헝가리 클럽 페렌츠바로시와 보스니아 헤르체고비나 국가대표팀 소속이다. 주로 수비형 미드필더로 활약하는 그는 센터백으로도 기용 가능하다.

## 클럽 경력
독일 베를린으로 이주한 보스니아계 부모님 사이에서 태어난 베시치는 지역 클럽 테니스 베를린에서 9세의 나이에 축구를 시작하였다. 그는 베를린에서 16세까지 상주하다가 함부르크와 계약하면서 이주하였다. 2010년 11월 4일, 베시치는 함부르크와의 계약을 2013년 7월 1일까지 연장하였다. 2010-11 시즌에 여러 경기에서 후보 명단에 든 그는 11월 12일에 도르트문트와의 분데스리가 경기에서 데뷔하였다. 베시치는 도르트문트가 이미 2-0 리드를 잡은 상황에서 80분에 교체 투입되었다. 그는 묀헨글라트바흐전에서 분데스리가 경기에 처음으로 선발 출전하였고, 2-1로 이긴 이 경기에서 풀타임을 소화하였다.
2012년 5월, 베시치는 정신력 결여로 1군에서 출장 정지 징계를 받게 되었고, 보스니아 언론들은 토르스텐 핑크 감독이 베시치를 "목을 조르고" 탈의실에서 쫓아냈다고 주장하였다.

### 페렌츠바로시
2012년, 베시치는 헝가리 클럽 페렌츠바로시와 계약하였다. 2013년 7월 4일, 그는 엠마위스 운동의 보스니아인 대사가 되었다. 2013년 7월 12일, 베시치는 페렌츠바로시와의 계약을 연장하였다.

### 에버턴
2014년 7월 28일, 베시치는 £4M의 가격에 에버턴과 5년 계약을 체결하였다.

## 국가대표팀 경력
베시치는 인터뷰에서 보스니아 헤르체고비나 국가대표로만 출전하고 싶어 독일 청소년 국가대표 출전 제의를 거부했다고 주장하였다. 2010년 9월, 이탈리아와의 경기에서 보스니아 헤르체고비나 U-21 국가대표로 데뷔하였다. 2010년 11월 5일, 그는 사페트 수시치 성인 국가대표팀 감독의 부름을 받아 2010년 11월 17일 슬로바키아와의 친선경기를 앞두고 차출되었다. 그는 이 경기에서의 데뷔로 보스니아 헤르체고비나 국가대표 역사상 최연소 경기 출전을 기록하였다. 이 기록은 이전에 미랄렘 퍄니치가 지니고 있었다. 베시치는 2014년 FIFA 월드컵에 참가한 보스니아 헤르체고비나 축구 국가대표팀 일원이었다. 그는 아르헨티나, 나이지리아, 그리고 이란과의 3경기에 출전하였다.

## 경력
2014년 7월 30일 기준
| 클럽         | 클럽      | 리그 | 리그 | 컵   | 컵 | 친선경기 | 친선경기 | 대륙 | 대륙 | 합계 | 합계 |
| 클럽         | 시즌      | 출장 | 골   | 출장 | 골 | 출장     | 골       | 출장 | 골   | 출장 | 골   |
| ------------ | --------- | ---- | ---- | ---- | -- | -------- | -------- | ---- | ---- | ---- | ---- |
| 함부르크 II  | 2010-12   | 38   | 0    | —    | —  | —        | —        | —    | —    | 38   | 0    |
| 함부르크 II  | 합계      | 38   | 0    | —    | —  | —        | —        | —    | —    | 38   | 0    |
| 함부르거 SV  | 함부르크  | 3    | 0    | —    | —  | —        | —        | —    | —    | 3    | 0    |
| 함부르거 SV  | 합계      | 3    | 0    | —    | —  | —        | —        | —    | —    | 3    | 0    |
| 페렌츠바로시 | 2012-14   | 47   | 1    | —    | —  | 3        | 0        | —    | —    | 50   | 1    |
| 페렌츠바로시 | 합계      | 47   | 1    | —    | —  | 3        | 0        | —    | —    | 50   | 0    |
| 에버턴       | 2014–15   | —    | —    | —    | —  | —        | —        | —    | —    | 3    | 0    |
| 에버턴       | 합계      | —    | —    | —    | —  | —        | —        | —    | —    | 0    | 0    |
| 경력 합계    | 경력 합계 | 88   | 1    | 0    | 0  | 3        | 0        | 0    | 0    | 91   | 1    |

## 수상
페렌츠바로시
- 리거쿠퍼: 2012-13